# Mirko
Mirko, auch Mirek, ist ein männlicher Vorname slawischer Herkunft und kommt in fast allen west- und südslawischen Sprachen vor. In den letzten Jahrzehnten breitete sich der Name auch in nichtslawische Gebiete aus. Mirko ist, wie auch Miro, eine Kurzform von Miroslav oder Stanimir. Miroslav setzt sich zusammen aus Mir (Friede) und Slava (Ruhm, Ehre).
Der entsprechende weibliche Vorname zu Mirko oder Mirek ist Mirka – die Kurzform von Miroslava. Die deutschen Vornamen Friedmar, Friedbert, Friedemann und Friedrich haben eine ähnliche Bedeutung.

## Varianten
| - Mirco - Měrko - Sławomir - Mirosław - Mirek | - Miroslav - Mirce - Mirci - Mirkoslaw - Miroljub |

## Namenstag
- 21. Juli
- 11. November

## Bekannte Namensträger

### Mirco
- Mirco Bergamasco (* 1983), italienischer Rugby-Union-Spieler
- Mirco Bertolina (* 1991), italienischer Skilangläufer
- Mirco Born (* 1994), deutscher Fußballspieler
- Mirco Dragowski (* 1974), Berliner Landespolitiker (FDP)
- Mirco Gerson (* 1992), Schweizer Beachvolleyballspieler
- Mirco Gualdi (* 1968), ehemaliger italienischer Radrennfahrer
- Mirco Kreibich (* 1983), deutscher Schauspieler
- Mirco Lorenzetto (* 1981), italienischer Radrennfahrer
- Mirco Mezzanotte (* 1974), italienischer Skibergsteiger
- Mirco Monshausen (* 1977), deutscher Schauspieler
- Mirco Müller (* 1972), deutscher Informatiker und Autor
- Mirco Müller (* 1995), Schweizer Eishockeyspieler
- Mirco Nontschew (1969–2021), deutscher Komiker
- Mirco Reseg (* 1972), deutscher Schauspieler
- Mirco Saggiorato (* 1988), Schweizer Radrennfahrer
- Mirco Wallraf (* 1974), deutscher Schauspieler
- Mirco Zuliani (* 1953), General der italienischen Luftwaffe im Ruhestand

### Mirko
- Mirko Alilović (* 1985), kroatischer Handballspieler
- Mirko Antonucci (* 1999), italienischer Fußballspieler
- Mirko Basaldella (1910–1969), italienisch-amerikanischer Künstler
- Mirko Bašić (* 1960), kroatischer Handballnationaltorhüter
- Mirko Bäumer (* 1968), deutscher Sänger
- Mirko Bogović (1816–1893), kroatischer Dichter und Politiker
- Mirko Bonné (* 1965), deutscher Schriftsteller und Übersetzer
- Mirko Bortolotti (* 1990), italienischer Automobilrennfahrer
- Mirko Božić (1919–1995), kroatischer Schriftsteller
- Mirko Breitenstein (* 1975), deutscher Historiker
- Mirko Canevaro, italienischer Althistoriker
- Mirko Celestino (* 1974), ehemaliger italienischer Radrennfahrer
- Mirko Deanović (1890–1984), jugoslawischer Romanist
- Mirko Drotschmann (* 1986), deutscher Journalist, Produzent und Vlogger
- Mirko Eichhorn (* 1971), ehemaliger deutscher Eiskunstläufer
- Mirko Ellis (1923–2014), Schweizer Schauspieler
- Mirko Englich (* 1978), deutscher Ringer
- Mirko Filipović (* 1974), kroatischer Kampfsportler
- Mirko Frýba (1943–2016), Psychoanalytiker, später buddhistischer Mönch
- Mirko Gori (* 1993), italienischer Fußballspieler
- Mirko D. Grmek (1924–2000), kroatisch-französischer Medizinhistoriker und Schriftsteller
- Mirko Höfflin (* 1992), deutscher Eishockeyspieler
- Mirko Jelusich (1886–1969), österreichischer Schriftsteller
- Mirko Köckenberger (* 1991), deutscher Artist
- Mirko Kos (* 1997), österreichischer Fußballspieler
- Mirko Kovats (* 1948), österreichischer Investor und Unternehmer
- Mirko Krag (* 1987), deutscher Bundesliga-Handballschiedsrichter
- Mirko Lang (* 1978), deutscher Schauspieler
- Mirko Läpple (* 1970), ehemaliger deutscher American-Football-Spieler
- Mirko Lüdemann (* 1973), deutscher Eishockeyspieler
- Mirko Müller (* 1974), deutscher Eiskunstläufer
- Mirko Nikolič-Kajič (* 1984), slowenischer Handballspieler
- Mirko Roggenbock (* 1975), deutscher Schauspieler
- Mirko Roš (1879–1962), kroatisch-schweizerischer Bauingenieur, Werkstoffwissenschaftler und Hochschullehrer
- Mirko Slomka (* 1967), deutscher Fußballtrainer
- Mirko Stojanović (* 1939), ehemaliger jugoslawischer Fußballtorhüter
- Mirko Valdifiori (* 1986), italienischer Fußballspieler
- Mirko Votava (* 1956), deutscher Fußballtrainer tschechischer Herkunft
- Mirko Vučinić (* 1983), montenegrinischer Fußballspieler

### Mirek
- Mirek Baranski (* 1959), polnischer römisch-katholischer Priester, Keramikkünstler und Grafiker
- Mirek Kaufman (* 1963), zeitgenössischer tschechischer Maler
- Mirek Pyschny (* 1977), deutscher Jazz- und Improvisations-Musiker (Schlagzeug, Perkussion)
- Mirek Topolánek (* 1956), tschechischer Politiker (ODS)

### Fiktive Personen
- Mirko Czentovic, Schachweltmeister, Romanfigur in Stefan Zweigs Schachnovelle